# La ballerina dei gangsters
La ballerina dei gangsters (Gangway) è un film del 1937 diretto da Sonnie Hale.

## Produzione
Il film fu prodotto dalla Gaumont British Picture Corporation.
Venne girato nei Pinewood Studios, a Iver Heath, nel Buckinghamshire.

## Distribuzione
La Gaumont British Picture Corporation of America lo distribuì prima negli Stati Uniti, il 20 agosto 1937. 
Uscì poi nelle sale cinematografiche britanniche il 21 gennaio 1938, distribuito dalla General Film Distributors (GFD).
In Portogallo, venne proiettato in pubblico il 16 marzo 1939.
La statunitense Silver Screen Archive lo ha pubblicato in DVD.